# Józef Ferrer Esteve
Józef Ferrer Esteve SchP, hiszp. José Ferrer Esteve (ur. 17 lutego 1904 w Algemesí, zm. 9 grudnia 1936 w Llombai) – hiszpański prezbiter z Zakonu Kleryków Regularnych Ubogich Matki Bożej Szkół Pobożnych, ofiara antykatolickich prześladowań Kościoła katolickiego w czasach hiszpańskiej wojny domowej, zamordowany z nienawiści do wiary łac. odium fidei.

## Życiorys
Był jedynym dzieckiem w katolickiej rodzinie José i Francisci zamieszkujących w Algemesí wspólnocie należącej do archidiecezji walenckiej, leżącej w hiszpańskiej prowincji Walencja. Do nowicjatu pijarów wstąpił 7 sierpnia 1919 roku w Albarracín. 27 sierpnia następnego roku złożył proste śluby zakonne. Kiedy zakończył formację zakonną 18 lutego 1925 roku złożył uroczystą profesję. Przyjął imię zakonne Józef z Góry Karmel. Ukończywszy studia teologiczne i filozoficzne w Irache przyjął w 1926 roku sakrament święceń kapłańskich i podjął działalność duszpasterską. Apostołował w Albacete, Albarracín, Algemesí i Utiel. O działalności wychowawczej mówił: „Pracować dla Jezusa z dziećmi. Zawsze przypominać o Jego miłości. To ważne...”. W 1934 roku skierowano go do pełnienia obowiązków mistrza nowicjatu w placówce pasjonistów w Albarracín. Realizując powołanie oddawał się studiom Pisma Świętego i pism Ojców Kościoła. W okresie eskalacji terroru wyjechał do domu rodzinnego i tam 9 grudnia 1936 roku aresztowała go czerwona milicja. Został wywieziony do Llombai i rozstrzelany tego samego dnia. Ostatnimi słowy przed śmiercią był okrzyk:
„Niech żyje Chrystus Król!”
Zastrzelono go na fali czerwonego terroru, mimo iż w swoim apostolacie nie prowadził działalności politycznej i nie był zaangażowany w wojnę domową za to że był osobą duchowną.

## Znaczenie
1 października 1995 roku na rzymskim Placu Świętego Piotra papież Jan Paweł II dokonał beatyfikacji czterdziestu pięciu ofiar prześladowań wśród których był Józef Ferrer Esteve w grupie trzynastu pijarskich męczenników.
W Kościele katolickim dniem wspomnienia liturgicznego każdego z otoczonych kultem jest dies natalis (9 grudnia), zaś grupa błogosławionych zakonników wspominana jest 22 września.